# Volodia Shahshahani
Volodia Shahshahani est un sportif français de haut niveau, qui fut un des pionniers du ski extrême dans les années 1970. Il a aussi été journaliste, éditeur, écrivain, après avoir été militant communiste dans sa jeunesse.

## Origines et famille
Volodia Shahshahani est né à New York en 1945. Son père, Reza Shahshahani, a été directeur de l'Agence de presse iranienne et fonctionnaire international aux Nations unies, où il a tempéré les ardeurs de la diplomatie iranienne lors de la crise avec l'Azerbaïdjan, ce qui lui vaudra de devenir un militant en exil du parti Tudeh, le parti communiste iranien. Sa mère, Sylvie Reinach, est journaliste à l'Agence France-Presse (AFP), qui vient de voir le jour, et fille de Julien Reinach, conseiller d’État. C'est une Française juive, dont les parents ont été déportés, et qui a échappé aux rafles en passant par l’Espagne et le Portugal. Volodia Shahshahani fait ainsi partie de la génération de militants de Mai 68 dont les parents ont souffert du nazisme, comme Michel Recanati, Charles-Henri de Choiseul, Pierre Goldman, ou encore Jean Paul Cruse.
En 1950, son père, qui critiquait la politique du Shah d’Iran, prend le parti de l’URSS dans un conflit qui l’opposait à l’Iran, en Azerbaïdjan, au cours d'une interview  publiée dans la Pravda. Il se voit retirer la mission qui lui avait été confiée en Palestine, puis démis de ses fonctions par le secrétaire général de l’ONU et expulsé des États-Unis. Volodia Shahshahani est arrivé en France, à Paris, à l’âge de six ans. Son père, réfugié en Europe de l'Est, sera enfin autorisé à rejoindre sa famille, en 1954, trois ans plus tard. Sa mère lui a appris à skier très jeune. Volodia Shahshahani découvrira plus tard que son arrière grand-père maternel, Théodore Reinach, député de la Savoie, avait en 1911 apostrophé le gouvernement pour que l’on équipe les services publics avec des matériels à skis.

## Activités militantes

### Activités avant Mai 68
Volodia Shahshahani a commencé à militer à quinze ans, le 27 octobre 1960, alors qu'il était lycéen, lors d'une manifestation organisée par l’UNEF pour le refus de combattre  pendant la guerre d'Algérie. Dans la foulée, il a créé une cellule des Jeunesses Communistes au lycée Buffon, dans un contexte où la menace de l’extrême droite, en particulier l'OAS, était forte et lit Les Héritiers de Bourdieu et Passeron, livre de sociologie publié quatre ans plus tard, en 1964 , qui selon lui entre en résonance avec la révolution culturelle chinoise.
Lors du schisme sino-soviétique de 1962, il écrit à Radio Pékin et se rapproche des thèses du PC chinois, tout comme son père qui décédera l’année suivante à l’âge de 44 ans. En pleine crise des missiles de Cuba, et au moment des heurts sino-indiens sur la frontière himalayenne, il apprécie de recevoir des informations originales sur les mouvements de libération des 3 A (Afrique, Asie, Amérique latine), selon lui absentes des médias occidentaux ou pro-soviétiques. Il est ensuite exclu du PCF, peu avant être parti faire sa terminale à Briançon, en 1963, pour avoir distribué les brochures en français de Radio-Pékin.  
Exclu du Lycée de Briançon à Pâques, il est recueilli par Germaine et Wladimir Rabinovitch, magistrat et écrivain. Avec sa femme, ils l’emmènent faire du ski de rando dans la Vallée de la Clarée et dans le futur Parc national des Ecrins. Il obtient son bac avec la mention très bien et la meilleure note de philo en France, 19 sur 20. 
À Paris, inscrit à la Sorbonne en Histoire, il écrit à La Voix du Peuple, journal du Parti communiste de Belgique (marxiste-léniniste) qui était le PC pro-chinois le plus influent d’Europe occidentale. Il reçoit l’adresse d’un groupuscule parisien, le « Centre Marxiste-Léniniste de France », qu'il rejoint, ce qui lui permet de participer à une rencontre internationale en Albanie en 1965, avec des militants du monde entier. Puis, il rejoint le  Mouvement communiste français marxiste-léniniste (MCFML), dont il  devient l’un des responsables de la région parisienne. En 1966, on lui a  proposé de devenir permanent du journal L'Humanité Nouvelle, premier hebdo gauchiste, au tirage de près de 5 000 exemplaires par semaine, dont les diffusions se faisaient régulièrement attaquer par des militants du PCF.
À l'été 1967, il a  démissionné de son poste à L'Humanité Nouvelle sur un désaccord tactique, souhaitant repartir de zéro : après avoir commencé ses études à Paris, il les a terminées à Grenoble, où il réside depuis l’automne 1967 et  participe à la création d’un Comité Vietnam de Base, avec Claire Brière-Blanchet, future journaliste, historienne et écrivaine française , rentré en France avec son mari après un séjour en Chine. Au cours de l'été 1967, il part travailler aux champs chez des paysans du Jura.

### Mai 68 et les années à la Gauche prolétarienne
Le 4 mai 1968,  il participe à une assemblée générale qui a convoqué une manifestation pour le 6 mai, à laquelle 1 500 personnes environ participent, puis 10 000 le 9 mai, avant de monter à Paris.  À la rentrée 1968, il est revenu à Grenoble puis repart à Paris rencontrer  Benny Lévy qui lui propose de participer à un nouveau groupe qui s’appellera la Gauche Prolétarienne.
Mais ce n'est qu'à partir de l’automne 69 que les grenoblois acceptent d'apparaitre plus distinctement comme GP. Ils s’engagent alors auprès des travailleurs émigrés d’un foyer à Seyssinet, qui sont exploités et soumis à toutes sortes de tracasseries illégales. À l'automne 1969, à la suite d'une escarmouche avec des policiers, il passe trois semaines en prison avant d'être libéré à l’audience, condamné à deux mois de sursis, pour rébellion, violence et voies de fait sur la personne d'agents de la force publique, mais exclu de l’Éducation Nationale malgré une importante campagne de signatures en sa faveur. 
Le 3 juin 1970, quand les policiers investissent  le Domaine universitaire de Grenoble pour essayer d’appréhender les trois militants de la Gauche Prolétarienne en cavale, avec une bonne trentaine de camions de CRS, il organise la résistance sur un terrain vague entre les résidences Berlioz et Ouest, avec une ceinture de barricades quasi industrielles de plus de cinq mètres de haut, montées au Fenwick trouvé dans un chantier à côté du campus. C'est l’époque des « émeutes du campus » de Grenoble où les étudiants jettent des projectiles sur les policiers depuis le premier étage du restaurant Barnave tandis qu'une « barricade-boum » est organisée un samedi soir avec « des haut-parleurs partout, un mélange sonore d’explosions et de musique »,.
À l’été 70, en Haute-Savoie, Volodia Shahshahani participe à la mobilisation populaire pour libérer les plages du Lac Léman, que des propriétaires riverains avaient illégalement confisquées.  Puis à l'automne 70, Benny Lévy lui demande d’aller rejoindre Serge July dans le Nord pour la préparation du Tribunal populaire de Lens en 1970.

### La rupture avec la Gauche prolétarienne
Lors de la rupture avec la Gauche prolétarienne de 1971, le désaccord principal portait sur la révolte bengali . Devenu chercheur à l’Institut de Recherches Economiques et Planification(IREP) sur le campus de Grenoble, où le restaurant universitaire Diderot est devenu une vaste agora, il s'oppose ensuite à la Gauche Prolétarienne quand son nouveau journal J'accuse, lancé avec des intellos parisiens, prend parti pour le gouvernement pakistanais, au moment de la guerre de libération du Bangladesh devenue la troisième guerre indo-pakistanaise à la suite de l'intervention militaire de l'Inde et qui mènera le Pakistan oriental vers indépendance en devenant le Bangladesh. Il a alors l'impression de se trouver devant un « mini-PCF où l’allégeance à la Chine remplaçait celle à l’URSS ». Avec ses amis grenoblois, Volodia Shahshahani préfère dénoncer le gouvernement pakistanais qui réprimait la révolte dans ce qui était encore le Pakistan Oriental, au motif  que « c’est la position des camarades chinois ». Le chef national de la GP, Benny Lévy a fait alors trois voyages consécutifs à Grenoble devant l’assemblée générale de l'organisation locale de la GP, devenue indépendante. Dans Tout!, l'autre journal maoïste, un article de Guy Hocquenghem dénonce aussi la position de la GP sur le génocide perpétré par le président Muhammad Yahya Khan, selon lui en raison du soutien à la Chine de J'accuse.
En juin 1971, au restaurant universitaire Diderot de Grenoble, son groupe subit l'attaque d’un commando d'une quarantaine de militants, armés de sabres et d’armes à feu, menés par un salarié du consulat du Sud-Vietnam à Genève. D'abord empêchés de distribuer des tracts en faveur du gouvernement du Sud-Vietnam, ils sont revenus le 28 mai  devant le restaurant universitaire, casqués et armés. Pris sous un déluge de vaisselles et de chaises, l’un d’eux a sorti un 6,35 et l’autre un sabre. Dans l'affrontement plusieurs étudiants sont blessés, dont un par balle.
Volodia Shahshahani obtient du maire Hubert Dubedout une salle publique pour organiser un Tribunal d'opinion présidé par Jean-Paul Sartre et une page dans le Dauphiné Libéré pour dénoncer cette agression, puis se désole que la GP Paris a demandé à Sartre de ne pas aller à Grenoble, d'où la rupture définitive avec cette organisation. Il est ensuite un des piliers de la création de l’association « Interpeller la Presse » et travaille à l’Agence de presse APL, ancêtre de Libération, avec d'autres Grenoblois comme René-Pierre Boullu, Jean Hatzfeld et Claire Brière-Blanchet. Quelques jours après l’attaque sud-vietnamienne, deux militants ont vu par hasard, devant la poste du centre-ville de Grenoble, un groupe de 5 sud-vietnamiens. Ils foncent dans leur direction : malgré leur surnombre, trois sud-vietnamiens prennent la fuite en voiture. Les deux camarades immobilisent les deux restants.  
Peu après, le chef du commando est par hasard reconnu dans Grenoble et emmené dans la salle des actes de l’Université. Les militants demandent alors à Volodia Shahshahani de présider une « commission d’enquête » en vue de tenir ultérieurement un « tribunal populaire ». Le chef du commando est finalement emmené en montagne et caché par un « Groupe d’Intervention pour une Justice Populaire» qui le relâche sans avoir jamais demandé de contreparties. Dans un article titré « Le campus de la peur » Paris Match du 26 juin 1971 l'appelle « le palestinien ». 
Accusé de complicité, il doit rester dans la clandestinité en Suisse, en Italie, à Paris, avant de se livrer au juge d’instruction en liberté pour un autre poursuivi, Pierre Boisgontier, qui venait d’avoir un enfant. Lors du procès en février 1972, il est condamné à 18 mois ferme en première instance puis est libéré pour bonne conduite après  deux mois et demi. 

### La grève chez Neyrpic à Grenoble
Lors de la grève chez  Neyrpic, entreprise spécialisée dans l’hydraulique et la fabrication de turbines, basée à Grenoble, il s'oppose à nouveau à André Glucksmann au sujet de la couverture par le journal J'accuse de la grève. Il quitte l'IREP et exerce plusieurs métiers, se fait embaucher pendant deux mois aux chantiers navals de la Ciotat, comme apprenti-soudeur en dormant dans un foyer de jeunes travailleurs et prépare avec ses copains, sa sortie de la Gauche Prolétarienne, avant de devenir pisteur pour se lancer  en 1974 dans le « ski extrême » à l’époque des "premières" dans les couloirs enneigés très pentus des Alpes.[réf. souhaitée]

## Parcours sportif

### La descente à skis des couloirs extrêmes
Seul ou accompagné de Jean-Pierre Bonfort ou Michel De Bernardy, il descend entre 1978 et 1980 le terrible couloir de l'Infernet, l'élégante face nord des Rochères, le couloir sans issue Mayer Dibona au Dôme de Neige des écrins, ou encore le couloir nord du col de Burlan.  Puis en mai 1996, le Grand Pic de Belledone, première descente à skis de la face ouest des Bans (3 600 m) le 13 mai 1998.   
En 1980, il est retourné à l’Université faire une maîtrise en communication, puis est entré au journal Libération, pour devenir son correspondant sur les Alpes et le spécialiste « montagne » du journal. Il s'est brouillé avec Serge July, le patron du journal, au milieu des années 1980, au moment où le maire de Grenoble, Alain Carignon est considéré comme un potentiel « ministre d’ouverture » en cas de future cohabitation avec Mitterrand et se plaint des papiers trop critiques à son encontre. 
Il travaille ensuite à la mise au point d'un règlement pour unifier les compétitions de ski-alpinisme, pour le compte de différentes fédérations, comités locaux ou clubs européens pendant 4 à 5 ans.

### La création du Dauphiné Ski Alpinisme
Devenu un des spécialistes les plus connus de la pente raide en Ski de montagne, avec Daniel Mestrallet, Volodia Shahshahani participe en 1993 à la création du Dauphiné Ski Alpinisme (DSA) avec Jean-Baptiste Mang, compétiteur de haut niveau, fondateur de la section compétition nationale du CAF et Paul Journé, également compétiteur et organisateur de compétitions. En 1994, Volodia et Paul Journé sont respectivement directeur et directeur adjoint de la Coupe d’Europe de ski-alpinisme sous l’égide du CISAC (Comité international du ski-alpinisme de compétition), dont Volodia fut aussi le fondateur et le premier président.

### Le travail d'enquête sur les avalanches
En 1996, il a mené sa propre enquête dans « Skieur Magazine », revue spécialisée et fervent défenseur du hors-piste, sur ce qui a déclenché une avalanche (faisant un mort) à l'Alpe d'Huez, et publié les résultats dans son numéro de février, montrant qu’elle était due à une négligence du service des pistes de l’Alpe d’Huez. Le tribunal retiendra cette responsabilité, l'enquête ayant montré selon un document vidéo réalisé par un skieur au moment de l'avalanche, « trois départs d'avalanche » sur un endroit de grand passage, où « rien ne prouve qu'ils aient été déclenchés par le passage de skieurs hors-piste », alors que la piste aurait dû être sécurisée », selon le magazine.  Cette enquête avait été lancée après les accusations lancées sans preuve et par voie de presse contre trois skieurs soupçonnés d'avoir déclenché l'avalanche, « repérés par plusieurs personnes »  comme étant « hors piste », et « s'apprêtant à s'engager dans un couloir pentu ».